# Mais Biancoperla
Il mais Biancoperla è un tipo di mais dal quale si ottiene una farina riconosciuta come prodotto tipico veneto, presidio di Slow Food.
Le pannocchie sono affusolate con grandi chicchi vitrei, bianco perlacei e brillanti. Il biancoperla è una varietà di mais ad impollinazione libera (auto-fecondante).

## Storia

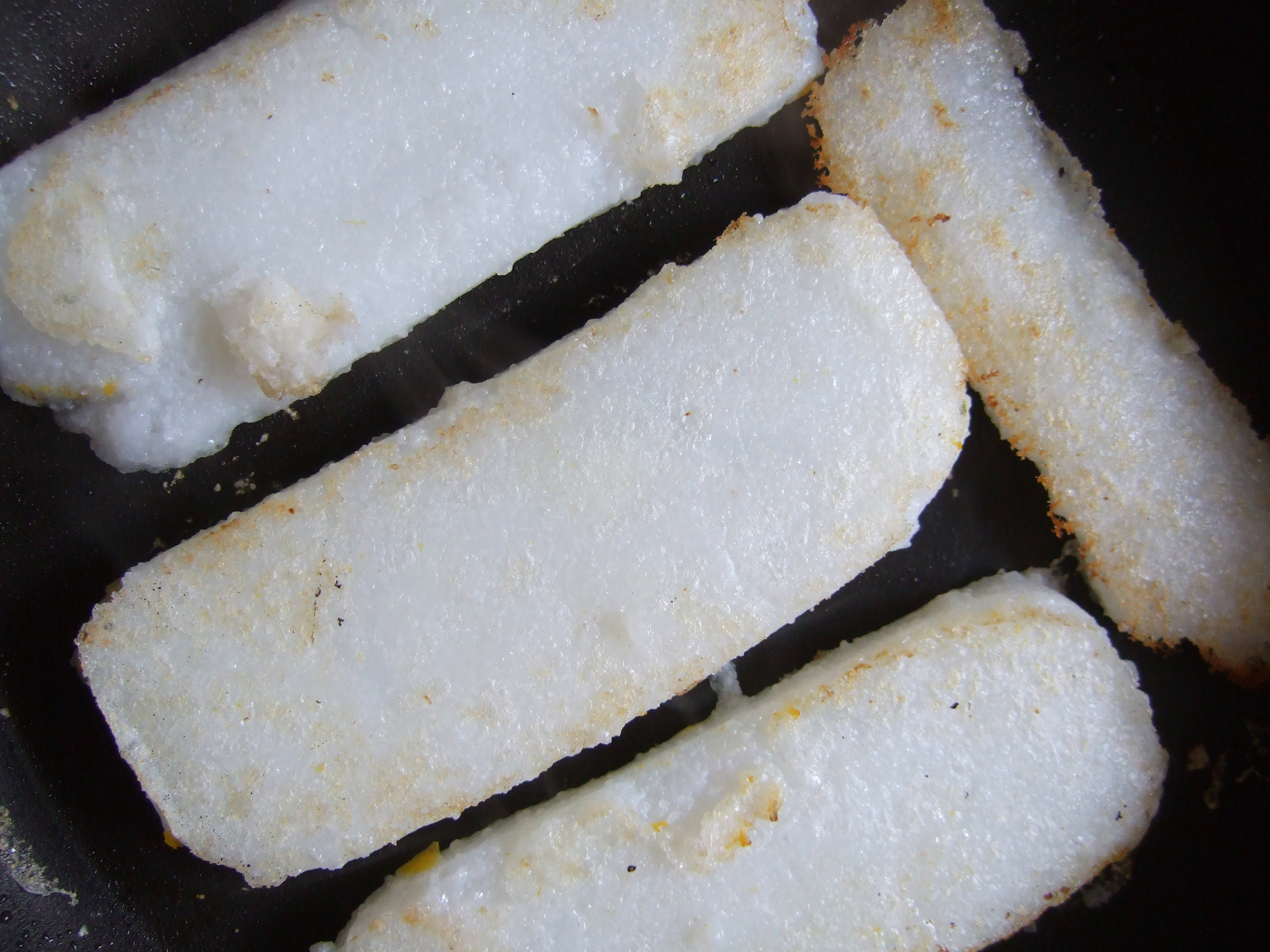
Polenta bianca saltata alla piastra

Giacomo Agostinetti, agronomo di Cimadolmo, nei suoi Cento e dieci ricordi che formano il buon fattor di villa (edito alla fine Seicento) segnala la presenza diffusa di un "sorgoturco bianco", progenitore dell'attuale varietà Biancoperla, specie nel “Quartier del Piave”. La sua massiccia diffusione si colloca tuttavia nella seconda metà dell'Ottocento, grazie alla sua maggiore conservabilità rispetto alle concorrenti varietà dell'epoca. A partire dagli anni Cinquanta del Novecento, la produzione del Biancoperla è andata riducendosi, soppiantata da quella delle varietà ibride farinose dalla resa più elevata.

## Uso in cucina
La farina di Mais Biancoperla viene utilizzata per la preparazione della polenta bianca in accompagnamento spesso ai piatti di pesce "povero": marson, schie, moeche, masenete, gamberi, baccalà. Nel veneziano, padovano e trevisano viene utilizzata anche in abbinamento ad antipasti e carne, sia cotta alla griglia che in umido.